# Sycoscapter senegalensis
Sycoscapter senegalensis is een vliesvleugelig insect uit de familie Pteromalidae. De wetenschappelijke naam is voor het eerst geldig gepubliceerd in 1951 door Risbec.